# Arthur Nebe
Ne doit pas être confondu avec Herbert Nebe.
Arthur Nebe est un  criminel de guerre, SS-Gruppenführer und Generalleutnant der Polizei, né le 13 novembre 1894 à Berlin où il est mort exécuté vers le 21 mars 1945.
Il a été directeur de la Kriminalpolizei (la Kripo) et, pendant une brève période de l’année 1941, le premier chef de l’Einsatzgruppe B ; dans ce poste intermédiaire, il a ainsi été responsable de l'assassinat de plusieurs dizaines de milliers de personnes, hommes, femmes, enfants, au cours de massacres de masse qui font partie de la première phase de la Shoah et de Porajmos. Peu après l’attentat du 20 juillet 1944 contre Hitler, il est soupçonné de liens avec les conspirateurs et décide de se cacher, mais il est dénoncé, arrêté puis exécuté quelques semaines avant la capitulation de l’Allemagne.

## Nazi et policier
Fils d’un instituteur, Arthur Nebe participe à la Première Guerre mondiale, au cours de laquelle il est décoré de la croix de fer de seconde puis de première classe.
En 1920, il entre dans la police de Berlin, au sein de laquelle il fonde, en 1932, un an après son entrée dans le NSDAP et la SS, le cercle d’études national-socialiste de la police de Berlin.
Dès l’arrivée des nazis au pouvoir, son profil de policier membre du NSDAP le rend indispensable : il participe à l'organisation de la nuit des Longs Couteaux. Puis, nommé directeur de la police prussienne en 1935, il devient, en 1937, le directeur de la police judiciaire du Reich, bientôt intégrée au RSHA, dirigé par Reinhard Heydrich, sous la dénomination de Kriminalpolizei, ou Kripo en abrégé.
Directeur de la Kripo, il est impliqué dans l’incident de Gleiwitz, prétexte à l'invasion de la Pologne en septembre 1939, ce qui déclenche la Seconde Guerre mondiale.

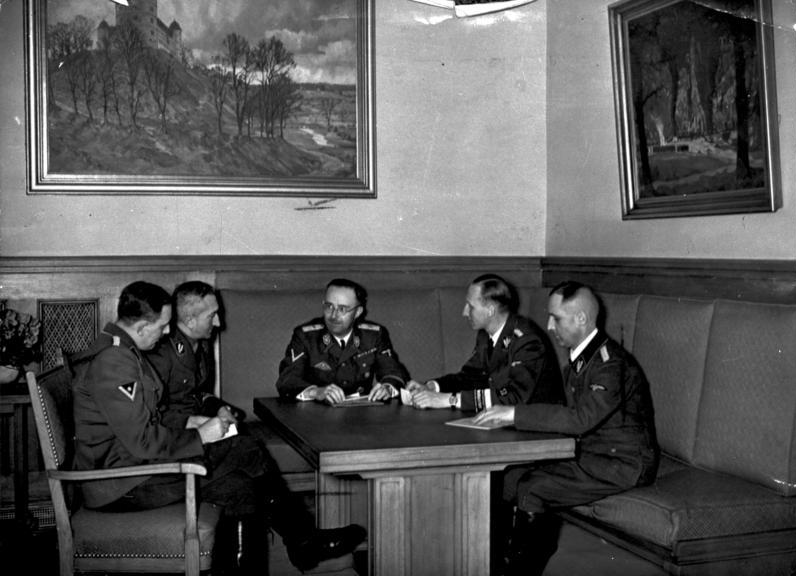
Début de l'enquête concernant l’attentat de Munich (novembre 1939) contre Hitler, commis par Georg Elser : sont réunis, de gauche à droite, les principaux policiers du Reich Huber, Nebe, Himmler, Heydrich et Müller.

Il joue un rôle important dans la modification de l'organigramme de la Kripo, la faisant passer de six à quatre départements en mars 1941, auxquels s'ajoute, en décembre 1941 de la même année, un département nouvellement créé de biologie criminelle.

## Policier et bourreau
Au travers de l'Institut technique de la police judiciaire, qui met au point la méthode d'extermination des malades mentaux par le gaz, Nebe est directement impliqué dans le programme d'euthanasie qui fait près de 70 000 victimes entre janvier 1940 et août 1941. D'après l'interrogatoire d'un de ses collaborateurs lors d'un procès à Stuttgart en 1967, Nebe considérait les malades mentaux comme des « animaux à forme humaine ».
Comptant parmi les principaux responsables de la SS, il ne marque aucune réticence lorsqu'il est désigné par Heydrich, premier commandant de l’Einsatzgruppe B. Il est, à ce titre, directement associé aux projets visant à l'extermination des Juifs en Ruthénie blanche, rendant compte des actions de ses subordonnés à Himmler lorsque celui-ci lui rend visite à Minsk en 1941.
En effet, à la suite de cette visite, il fait tester, de sa propre initiative, diverses méthodes de mise à mort sur des malades mentaux de Minsk au cours de la fin de l'été et de l’automne 1941 : emploi d'explosifs, envoi de gaz d’échappement d'un camion dans une pièce hermétiquement fermée ; il s'adjoint à cet effet un chimiste[Qui ?] de la police criminelle, accompagné d'un expert[Qui ?] en explosifs.
Nebe fait ensuite procéder à des essais d'assassinat par les gaz d'échappement : ils sont sans effet avec un moteur de voiture, mais ceux d'un camion asphyxient rapidement les victimes. Cette méthode est ensuite généralisée avec des camions spécialement aménagés à cet effet.
Sous les ordres de Nebe, l’Einsatzgruppe B massacre des dizaines de milliers de civils, essentiellement des Juifs, hommes, femmes et enfants. Nebe, et les principaux cadres SS à sa suite, Fegelein, von dem Bach, justifient ces massacres de grande ampleur par l'assimilation qu'ils proposent lors de la conférence de Moguilev entre les Juifs et les partisans soviétiques : ils suggèrent une collaboration plus intense entre la police (Nebe) et la SS (Fegelein, von dem Bach), les premiers étant chargés des Juifs, les seconds du maintien de l'ordre, donc de la lutte contre les partisans.
À la veille du départ de Nebe, le 14 novembre 1941, l’Einsatzgruppe B compte déjà plus de 45 000 meurtres à son actif. Néanmoins, il se trouve loin derrière les résultats de son collègue Stahlecker, à la tête de l’Einsatzgruppe A qui a assassiné 221 000 personnes.
Lors de la grande évasion du Stalag Luft III le 24 mars 1944, c'est lui qui est chargé par Hitler de composer la liste des 50 victimes qui seront exécutées par la Gestapo.
Il se convainc progressivement que l’Allemagne risque de perdre la guerre et prend contact avec des conjurés par l'entremise d’un vieil ami, le colonel Hans Oster, en poste également à Minsk, où il est basé.

## Policier et conjuré
En novembre 1941, Nebe retrouve son poste à Berlin. Il poursuit ses activités à la tête de la Kripo et maintient ses contacts avec des groupes allemands de résistance, notamment il les informe des conséquences de la conférence de Wannsee qui a ébauché les méthodes pour l'extermination des Juifs : la solution finale.
Inquiet de devoir rendre des comptes en cas de victoire alliée, il choisit de participer activement au complot du 20 juillet 1944 contre Hitler : Nebe est désigné pour mener une équipe de douze policiers chargés de l'exécution de Himmler, mais aucun signal de déclenchement de son action ne lui parvient. Au cours de l'enquête et de la vague d'épuration qui suivent l’attentat raté, ses liens avec les militaires opposés à Hitler sont mis en évidence.
Nebe choisit de prendre la fuite et de se dissimuler à proximité de Berlin, sur un îlot de la Wannsee. Dénoncé par une ancienne maîtresse, il est arrêté le 16 janvier 1945 et, après des aveux complets et spontanés, il est condamné à mort par le Volksgerichtshof puis est exécuté à une date incertaine du mois de mars, dans la prison de Plötzensee. Les enregistrements officiels fixent sa mort au 21 mars 1945, par pendaison au moyen d’une corde à piano suspendue à un croc de boucher, conformément à la demande de Hitler qui souhaitait voir les conjurés « pendus comme du bétail ».

## Après le conflit

### Cité dans les procès de l'après guerre
Exécuté en raison de sa participation à la conjuration du 20 juillet, il est cependant cité par certains criminels de guerre nazis mis en cause dans les procès de l'après-guerre. En effet, lorsque ceux-ci expliquent avoir obéi à ses ordres, ils le présentent comme l'un des instigateurs des exécutions de masse.

### Roman
- La Trilogie Berlinoise de Philip Kerr. Il apparaît sous un jour ambigu : un « bon flic » qui accepte de devenir un tortionnaire dans les Einsatzgruppen. Dans le dernier roman de la Trilogie, Nebe réapparaît après la guerre, expliquant que sa mort n'était qu'une mise en scène de SS voulant se sauver, la guerre étant perdue.
- Fatherland de Robert Harris.
- Deux dans Berlin (Wer übrig bleibt, hat recht) de Richard Birkefeld (de) et Göran Hachmeister (d).
- Les Bienveillantes de Jonathan Littell.
- Germania de Harald Gilbers. En 1944, l'enquêteur Richard Oppenheimer rencontre Nebe, qui était entré en même temps lui dans la police berlinoise, et  l'estime avoir été « un bon flic » mais se demande s'il était « un fervent partisan de l'idéologie nazie » ou s'était « uniquement servi de la politique comme tremplin pour sa carrière ».

### Cinéma
- Nebe est représenté dans le téléfilm uchronique de Christopher Menaul, Le Crépuscule des aigles, adapté du roman de Robert Harris. Interprété par Peter Vaughan, il est le chef de la Kripo dans cette Allemagne nazie imaginaire des années 1960.
- Dans le film Elser, un héros ordinaire d'Oliver Hirschbiegel sorti en 2015, son rôle secondaire est un des plus importants du film.